# Kirby & the Amazing Mirror
Kirby & the Amazing Mirror (рус. «Кирби и Удивительное Зеркало») — видеоигра-платформер серии игр Kirby, выпущенная в 2004 году для портативной консоли Game Boy Advance. Это последняя игра из серии для этой консоли, и единственная, где отсутствует Король Дидиди (до выпуска игры Kirby and the Rainbow Curse, где он появляется лишь с помощью фигурки amiibo). Kirby & the Amazing Mirror — приключенческая игра, а не линейный сайд-скроллер. Игра похожа по геймплею на The Legend of Zelda: Four Swords — игре, также изданной Nintendo и вышедшей примерно в то же время. Обе являются многопользовательскими приключенческими играми, в которых используется концепция основного персонажа, разделенная на четыре цветовых версии и работающих вместе для решения головоломок. Kirby & the Amazing Mirror повторно выпущена в Европе, эксклюзивно для членов Клуба Nintendo. Игра примечательна также тем, что даже самые скоростные прохождения занимают не менее 45 минут.

## Сюжет
На небе Страны Снов существует специальный «Зеркальный Мир» (англ. Mirror World). Это мир, в котором любое желание, отражаемое в зеркале сбывается. Но однажды он стал копировать только злые мысли и быстро погрузил мир во зло. Мета Рыцарь замечает это и взлетает на небо, чтобы спасти Зеркальный Мир.
Тем временем на Кирби во время прогулки нападает Тёмный Мета Рыцарь (англ. Dark Meta Knight). Перед тем, как главный герой среагировал, Тёмный Мета Рыцарь делит Кирби на 4 цветных версии персонажа. Кирби путешествует в одиночку, но если его мобильный телефон работает, он может позвонить своим друзьям и они помогут ему. Они преследуют Тёмного Мета Рыцаря, скрывающегося в Зеркальном Мире.
Два Мета Рыцаря сталкиваются между собой и настоящий Мета Рыцарь терпит поражение. Тёмный Мета Рыцарь стучит в зеркало, чтобы затем разрезать его на восемь фрагментов (которые затем разбросаны по всему Зеркальному Миру), поэтому на Кирби возложена задача спасти Мета Рыцаря и Зеркальный Мир. После сбора всех восьми фрагментов, Кирби попадает в Зеркальный Мир, где сталкивается с Тёмным Мета Рыцарем. После победы над ним, над Кирби проносится вихрь, который всасывает его и позднее дарует Меч Мета Рыцаря. Кирби сразится с 4 боссами и в финале сразится с главным боссом — «Тёмный Разум» (англ. Dark Mind). После победы в финальном сражении, Кирби спасёт Зеркальный Мир. В концовке Тёмный Кирби (копия Кирби из Зеркального Мира, который считает себя врагом, а впоследствии союзником) машет на прощание четырём Кирби, когда они выходят из Зеркального Мира через зеркальную дверь.

## Игровой процесс
В отличие от других игр Кирби, Kirby & the Amazing Mirror представляет собой макет лабиринта и проходится в стиле игр Metroid и Castlevania. Карта игры содержит зоны, располагаемые в разных направлениях, Кирби может пойти куда угодно в любых целях, за исключением последней последовательности. Если игрок получает доступ ко всем зеркалам (за исключением одного игрока, который собирает осколки), то он получает доступ к новому зеркалу с возможностью использования полного Пьедестала Копий (англ. Copy Pedestals).
Игрок исследует мир, решая головоломки, сражаясь с врагами и собирая предметы. Иногда ему встречается мини-босс, после победы над которым он сможет продолжить путешествие. Проглатывание мини-босса даёт редкую способность. В конце 2-9 мира появляется основной босс, которого игрок должен победить для получения осколка от разбитого зеркала в Зеркальной Комнате (англ. Mirror Room). Перед каждым боссом, в прихожей нет музыки для драматичного эффекта. В прихожей как правило находятся предметы, восстанавливающие здоровье героя и Пьедесталы Копий. Игрок также может попасть в «Комнату отдыха», где может послушать музыку, звучащую в Зеркальной Комнате. Существует как правило один или два Пьедестала Копий в одной локации. Некоторые зоны отдыха являются частью системы, возвращающей обратно в Зеркальную Комнату, и могут быть подключены через гигантские кнопки, располагаемые иногда в самом помещении, но зачастую в другом месте в мире.
Игрок может собирать предметы, чтобы улучшить производительность в игре, в частности дополнительные очки здоровья и жизни, питание для восстановления жизни и аккумуляторы для мобильного телефона. В игре также есть две коллекции — музыкальная, а именно звуковой тест, для этого необходимо собирать детали музыкального проигрывателя и цветовая — брызги краски, которые могут использованы для перекрашивания Кирби. Обе коллекции доступны в главном меню. В Kirby & the Amazing Mirror также присутствуют три мини-игры. в которые можно играть как в одиночном, так и многопользовательском режиме.
- Скоростные Едоки (англ. Speed Eaters) — игра, в которой четыре Кирби стоят вокруг накрытого блюда. Как только крышка открывается, игрок должен как можно скорее нажать на кнопку, чтобы вдохнуть как можно больше еды. Четыре яблока могут быть распределены на одного Кирби, три яблока — на одного, одно яблоко — на другого и т. д. Если игрок нажал на кнопку до того как сняли крышку, он выбывает из текущего раунда. Иногда на тарелке попадаются бомбы, и один из Кирби, который их съест будет нокаутирован в следующем раунде.
- Разрушительная Зарубка (англ. Crackity Hack) — Игра в которой перед четырьмя Кирби стоит задача как можно сильнее сломать скалу, по аналогии с мини-игрой в Kirby Super Star. Существует цветная полоска которая непрерывно заполняется и игрок должен нажать на кнопку в тот момент, когда полоска полностью окрасится, чтобы как можно сильнее ударить. Когда Кирби взлетает на воздух, он должен добиться скрещения двух перекрестий и нажать на скалу в нужном месте для увеличенной силы. В идеале у игрока получится 999 метров, на земле будет показана увеличенная трещина и будет показан увеличенный снимок земли со стадионом в дневное время и перевернутым ночным пейзажем.
- Гонка Кирби на Волнах (англ. Kirby's Wave Ride) — Игра в которой 4 Кирби участвуют в подводных гонках по дорожке, измеряемой по длине и сложности, в зависимости от выбранного режима сложности. Для повышения скорости игрок может использовать пандусы, расположенные на трассе. Повышение степени силы влияет на время, затраченное на прохождение.

В игре присутствует мультиплеер и игрок может вызвать других игроков или Кирби, контролируемых компьютером с помощью мобильного телефона. Трое из четырёх Кирби управляются компьютером, но подключение другого игрока c Game Boy Advance (в нём должен находится картридж от игры), вносит в игру кооперативный мультиплеер для улучшения коллективной работы и более быстрого прохождения уровня. В Amazing Mirror появляются новые способности, такие как Амур (англ. Cupid) (известный как Ангел (англ. Angel) в Японии), которая позволяет Кирби летать на крыльях ангела с нимбом на голове и стрелять огненными стрелами. Ракета (англ. Missile) — ракета может быть направлена в любом направлении и взрывается при контакте со стеной или врагом или при нажатии кнопки «B» и Удар (англ. Smash), дающий Кирби способности, которые он использовал в игре Super Smash Bros. Melee. Кроме того теперь Кирби вдыхать более крупные предметы при удержании соответствующей кнопки, но не может вдыхать неограниченное количество времени, ему необходимы короткие паузы.

## Миры
В игре представлено 9 «миров», каждая из которых имеет аллитерационное имя, за исключением последней зоны с финальным боссом:
- Радужный Маршрут (англ. Rainbow Route) — центр мира, круговой путь, который соединяет все остальные части мира. Игра начинается на небольшом участке Радужного Маршрута, недоступным после его завершения. В центре находится точка сохранения в Зеркальной Комнате, которая может быть доступна с нескольких областей на карте. Она может быть активирована с помощью большой кнопки, которая в свою очередь обозначит связь с экраном карты мира и меню паузы. Зеркальная Комната также содержит зеркало, которое Кирби должен собрать из осколков для сражения с финальным боссом. Другое зеркало может быть разблокировано, оно даёт Кирби доступ ко всем способностям в игре. Игрок может вернуться в Зеркальную Комнату, позвонив по телефону и при этом не потратив заряда.
- Дом Лунного Света (англ. Moonlight Mansion) — тематический уровень — дом с привидениями, самый простой в прохождении мир. Босс — гигантский камень, прозванный Король Голем (англ. King Golem). Его атаки представляют собой падения сверху каменных пород, сам враг также напоминает каменную породу. В зоне присутствует небольшая пляжная область, ведущая к локации «Оливковый Океан».
- Капустная Пещера (англ. Cabbage Cavern) — область-лабиринт, самый большой мир на подземную тему. Босс — гигантский крот Моли (англ. Moley) Он всплывает и бросает вещи в Кирби.
- Горчичная Гора (англ. Mustard Mountain) — мир на тему вулканов, который также имеет снежные локации. Босс — грозовая туча Крако (англ. Kracko). Его атаки включают в себя дождь, молнии направленные вниз и вращательные атаки лучом.
- Морковный Замок (англ. Carrot Castle) — тематический уровень — замок. Босс — летающий робот Мега Титан (англ. Mega Titan), которого надо побеждать сначала разбив броню, а затем бить в голову.
- Оливковый Океан (англ. Olive Ocean) — тематический уровень — вода, который начинается на пляже и заканчивается в глубинах океана. Босс- гигантская акула, называемая Индюк (англ. Gobbler). Её атаки представляют собой выпуск мини-акул и собственные заряды атак.
- Дворец Перечной Мяты (англ. Peppermint Palace) — уровень, сделанный по аналогии с Морковным Замком, но сделан изо льда. Также есть открытый раздел выше замка, показываемый гигантские пласты льда. Босс — Волшебник (англ. Wizard). Он запускает вещи из шляпы, которые внешне похожи на детские игрушки.
- Руины из Редиса (англ. Radish Ruins) — уровень, сделанный в стиле подземных руин Центральной Америки. Босс прячется в травянистых полях и внешне похож на Мета Рыцаря, хотя на нём есть маркировка «? ? ?». атаки включают в себя орудование мечом, удар в прыжке, нижний хлопок до удара.
- Конфетное Созвездие (англ. Candy Constellation) — тематический уровень — космическая станция, которая включает в себя блоки из воды, и различные переключатели на основе головоломки. Боссы — Мастер Рука (англ. Master Hand) и Безумная Рука (англ. Crazy Hand), взятые из игры Super Smash Bros. Melee. Атаки включают в себя пробивания, хлопки друг с другом и хлопок по земле.

## Разработка
Игра представляет собой совместную разработку компаний Flagship, Dimps и HAL Laboratory. Flagship (подразделение Capcom) было ответственно за основную работу над игрой. Dimps отвечала за программирование, дизайн и звук, а HAL Laboratory — условия работы и отладку услуг. Композиторы — Ацуёси Исэмура и Хиронобу Инагаки, хотя некоторые саундтреки были взяты из Kirby: Nightmare in Dreamland.

## Virtual Console
По состоянию на 1 августа 2011 года Nintendo объявила, что Kirby & the Amazing Mirror появится в ограниченном тираже для владельцев Nintendo 3DS посредством системы Virtual Console, вместе с девятью играми для Game Boy Advance, которые будут выпущены 16 декабря 2011 года, с целью присоединения к предстоящему снижению цен на Nintendo 3DS и старту программы «Ambassador» с 11 августа 2011 года. Это предложение распространяется на всех территориях и только для тех, кто подключился к программе «Ambassador» (путём доступа к Nintendo eShop до даты снижения цен). Nintendo на данный момент не имеет планов по реализации этой игры, поэтому она и любая другая игра для Game Boy Advance представлена для широкой публики в платной форме.
Игра также была выпущена для системы Virtual Console на Wii U 3 апреля 2014 года в Японии и 10 апреля 2014 года в Северной Америке и Европе.

## Критика
| Сводный рейтинг       | Сводный рейтинг |
| Агрегатор             | Оценка          |
| --------------------- | --------------- |
| GameRankings          | 77,54 %         |
| Game Ratio            | 80 %            |
| Metacritic            | 80/100          |
| MobyRank              | 74/100          |
| Иноязычные издания    |                 |
| Издание               | Оценка          |
| 1UP.com               | B+              |
| AllGame               | [ 9 ]           |
| CVG                   | 8,3/10          |
| Famitsu               | 36/40           |
| G4                    | 3/5             |
| Game Informer         | 7,75/10         |
| GameSpot              | 8,2/10          |
| GameSpy               | [ 15 ]          |
| IGN                   | 8/10            |
| Nintendo Power        | 4/5             |
| Nintendo World Report | 9/10            |
| PALGN                 | 7,5/10          |
| Play (UK)             | B               |
| VideoGamer            | 7/10            |
| GamesTM               | 7/10            |
| GMR                   | 7/10            |
| Nintendo Life         | 6/10            |

Kirby & the Amazing Mirror продалась в размере 620 000 копий в США, разработчики заработали 19 миллионов долларов к августу 2006 года. В период с января 2000 года по август 2006 года это была 43-я самая продаваемая игра, выпущенная для Game Boy Advance, Nintendo DS или PlayStation Portable в этой стране.
Kirby & the Amazing Mirror в целом получила положительные отзывы, получив в среднем 80 баллов из 100 на Metacritic. Японское издание Famitsu оценило игру на 36 баллов из 40
IGN прокомментировал уровень дизайна, заявив: «Это обнаружение скрытых путей, что само по себе является реальным вызовом». GameSpot назвал макет «сложным», но прокомментировал особенность карты. Графика и звук были отмечены как милые, хотя и не удивительные. Для 3DS издания журнал Nintendo Life заявил, что это «мягкая» игра с «вялым управлением».
В 2012 году сайт GamesRadar поместил Kirby & the Amazing Mirror на 8 место в списке «Лучших игр серии Kirby».

## Заметки
1. ↑  Известная в Японии как Hoshi no Kirby: Kagami no Daimeikyū (яп. 星のカービィ 鏡の大迷宮 Хоси но Ка:би: Кагами но Даймэйкю:, рус. «Звезда Кирби: Удивительный Зеркальный Лабиринт»)